# سیارک ۸۴۰۹۶
سیارک ۸۴۰۹۶ (به انگلیسی: 84096 Reginaldglenice، نامگذاری:2002QD58) هشتاد و چهار هزار و نود و ششمین سیارک کشف شده‌است، که در ۱۷ اوت ۲۰۰۲ کشف شد.